# Almidae
Almidae ist der Name einer Familie von Wenigborstern in der Ordnung der Crassiclitellata (Regenwürmer im weiteren Sinne), die in Mittelamerika, Südamerika, Afrika und Asien verbreitet sind und im Boden im Süßwasser leben.

## Merkmale
Der Körper der Almidae hat zumindest hinter dem Clitellum einen rechteckigen Querschnitt, an dessen Kanten die pro Segment vier Paar Borsten sitzen, und weist keine dorsalen Poren auf, doch gibt es eine Rückenrinne.
An 1 bis 3 Erweiterungen des Oesophagus befinden sich zwischen dem 5. und dem 9. Segment 1 bis 3 Kaumägen, während es im Mitteldarm keinen Kaumagen gibt. Ebenso fehlen auch Kalkdrüsen. Das geschlossene Blutgefäßsystem der Almidae weist im Vorderteil des Körpers neben dem Rückengefäß ein ähnlich gebautes supra-oesophageales Gefäß auf. Die großen Nephridien sind wohl entwickelt.
Das Clitellum der Zwitter ist ringförmig, kann aber in seiner Größe und Position variieren. In der Gattung Callidrilus nimmt es 19 bis 29 Segmente ein, beginnend mit oder hinter dem 12. Segment, in den Gattungen Drilocrius und Glyphidrilocrius etwa 22 bis 30 Segmente, beginnend direkt hinter der männlichen Geschlechtsöffnung, in der Gattung Glyphidrilus 17 bis 35 Segment ab dem 42. Segment; in der Gattung Alma 20 bis 69 Segmente zwischen dem 35. und dem 295. Segment. Die Tubercula pubertatis ist rippenförmig (Callidrilus), flügelförmig (Glyphidrilus und Glyphidrilocrius) oder nicht vorhanden (Alma und Drilocrius).

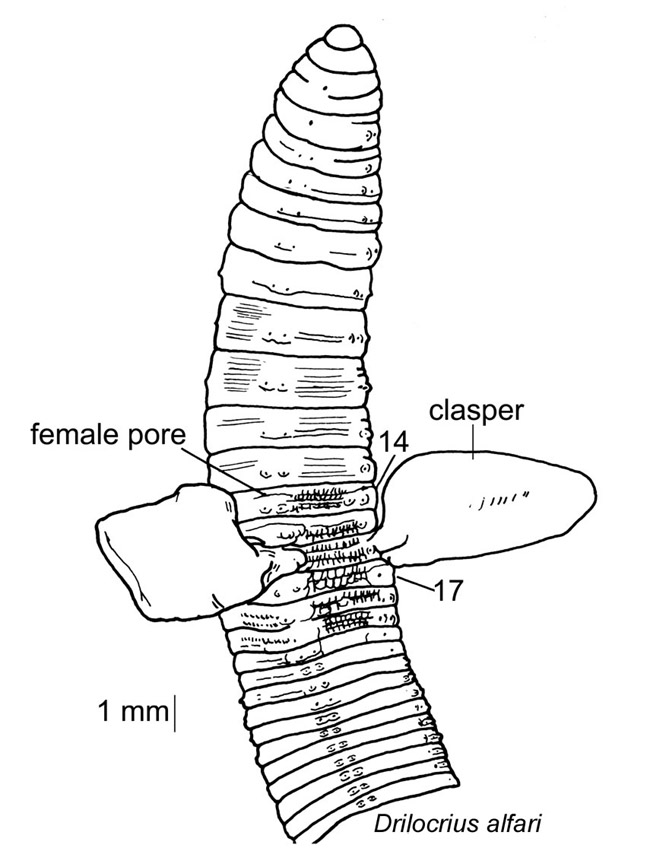
Die flügelartigen Klappen bei Drilocrius alfari

Das einzige Paar der unauffälligen männlichen Geschlechtsöffnungen liegt zwischen dem 15. und dem 30. Segment entweder vor dem oder innerhalb des Clitellums, bisweilen – so bei Drilocrius – an der Basis paariger Genitallappen oder – so bei Alma – am distalen Ende bandförmiger Klappen. Lediglich Vertreter der Gattung Callidrilus haben Prostatae. Die adiverticulaten (keine Blindsäcke aufweisenden), teilweise oder ganz interparietalen Receptacula seminis münden über unauffällige zahlreiche Öffnungen in den Furchen zwischen dem 7. und dem 200. Segmenten nach außen, meist hinter den hodentragenden Segmenten entlang der Borstenreihen.

## Verbreitung, Lebensraum und Lebensweise
Die Almidae sind in den tropischen Regionen Mittelamerikas, Südamerikas und Afrikas sowie in Asien in Indien, Myanmar, Malaysia und Indonesien verbreitet. Sie leben als Substratfresser im Süßwasser am Grunde von Binnengewässern, oft im Schlamm am Rande von Flüssen.

## Entwicklungszyklus

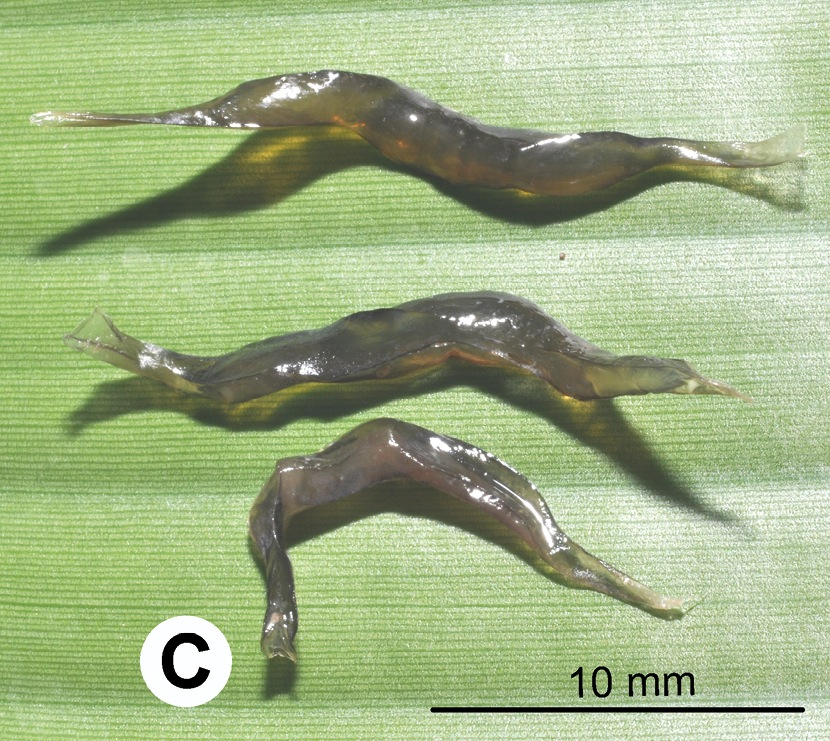
Eikokons von Glyphidrilus spec.

Wie alle Gürtelwürmer sind die Almidae Zwitter, die sich bei Paarung gegenseitig begatten. Mithilfe von Schleimabscheidungen des Clitellums werden Eikokons gebildet, in denen sich die Embryonen zu fertigen kleinen Jungwürmern entwickeln.

## Gattungen
Die Familie Almidae hat etwa 6 Gattungen:
- Alma
- Areco
- Callidrilus
- Drilocrius
- Glyphidrilocrius
- Glyphidrilus